# Óblast de Kamchatka (Imperio ruso)
La óblast de Kamchatka (Камчатская область) fue una de las óblast del Imperio ruso, existente de manera intermitente entre 1803 y 1922 en el Extremo Oriente.

## Geografía

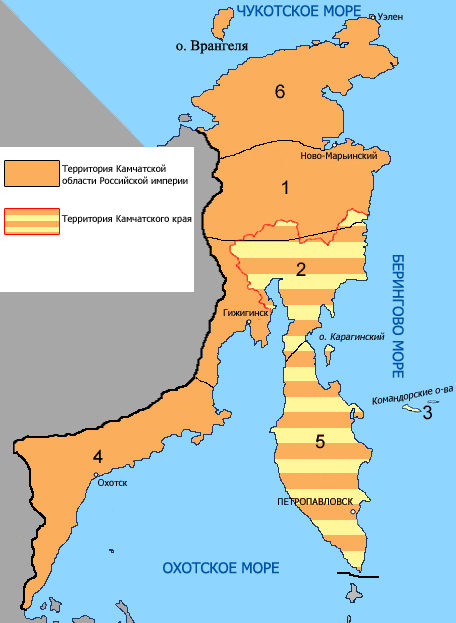
Distritros de la óblast de Kamchatka en 1914.

La óblast de Kamchatka se extendía sobre la parte norte del litoral oriental de Siberia, desde el océano Ártico hasta la bahía de Ojostk. Al oeste la óblast limitaba con el de Yakutsk, y al sur por el de Primorie.
El territorio de la óblast de Kamchatka se encuentra hoy repartido entre los krais de Kamchatka, Jabárovsk, el óblast de Magadán y el distrito autónomo de Chukotka.

## Historia
La óblast fue creada por primera vez en 1803 como subdivisión del gobierno de Irkutsk, siendo su capital por entonces Nijnekamtchatsk. Permaneció así hasta 1822 cuando fue unida a la óblast de Primorie.
En 1849 la óblast fue recreada, pero fue de nuevo integrada a la óblast de Primorie en 1856. En 1909 de nuevo es recreada y permaneció hasta 1922. Es reorganizado entonces en gobierno de Kamchatka.

## Subdivisiones administrativas
En 1909 la óblast estaba dividida en seis uyezds (Anádyr, Guijiga, Ojotsk, Petropávlovsk, Chukotka) y las islas del Comandante.